# Théorème de Wallace-Bolyai-Gerwien
En géométrie, le théorème de Wallace-Bolyai-Gerwien (ou encore théorème de Bolyai,  théorème de Bolyai-Gerwien ou théorème de Lowry-Wallace-Bolyai-Gerwien) énonce que, lorsque deux polygones ont la même aire, on peut découper le premier en un nombre fini de polygones et les réarranger pour former le second polygone.
Par réarrangement, on entend qu'il est appliqué une translation et une rotation à chaque morceau polygonal. 

Découpage d'un carré en polygones formant un triangle équilatéral de même aire

## Histoire
Farkas Bolyai fut le premier à formuler la question. Le résultat fut démontré indépendamment plusieurs fois au cours du XIXe siècle.
William Wallace fut le premier à démontrer cette propriété en 1807[réf. souhaitée]. Paul Gerwien, ignorant ce résultat, le redémontra en 1833 et Farkas Bolyai fit de même en 1835,. Cette démonstration ne fait pas appel à l'axiome du choix.

## Généralisations
Généralisation aux dimensions supérieures
La formulation équivalente de ce problème à des polyèdres de dimension trois est l'objet du troisième problème de Hilbert. Max Dehn prouva en 1900, que cette extension n'était pas possible ; résultat qui mena 24 ans plus tard au paradoxe de Banach-Tarski.
Généralisation à des figures curvilignes
« peut-on découper une figure de bords curvilignes en morceaux et les réarranger pour former un carré (ou toute autre figure) de même aire ? » La réponse dépend de ce que l'on entend par morceaux.
Le cas où la figure de départ est un disque correspond au problème de Tarski formulé en 1926 : « Peut-on découper un disque de sorte que les morceaux quelconques (et en nombre fini) permettent de construire un carré de même aire ? » Une réponse positive, mais reposant sur l'axiome du choix, a été apportée par Miklós Laczkovich en 1990.